# Бернаби
Бе́рнаби (англ. Burnaby) — город в Канаде в провинции Британская Колумбия, третий по численности населения город провинции (233 тыс. чел. в 2016 году). Восточный пригород Ванкувера. Основан в 1892 году, статус города получил в 1992, спустя сто лет после основания. Бернаби — местопребывание администрации Метро Ванкувера — регионального совета 24 муниципалитетов.

## История
В течение первых 30—40 лет после возникновения Бернаби его рост был вызван удобным местоположением между такими бурно развивавшимися и экономически важными городами, как Ванкувер и Нью-Уэстминстер. Поначалу это был в первую очередь сельскохозяйственный район, поставлявший продукцию на местные рынки. Позднее Бернаби стал — и до сих пор остаётся — важным транспортным коридором между Ванкувером, долиной реки Фрейзер и внутренними областями провинции (The Interior). По мере роста Ванкувера Бернаби становится одним из его важнейших «спальных районов», наряду с Северным Ванкувером и Ричмондом.
При образовании города жители единодушно решили назвать его в честь законодателя, масона и исследователя Канады Роберта Бернаби, который был частным секретарём полковника Ричарда Муди, первого лейтенант-губернатора Британской Колумбии в середине XIX века.

## География
Бернаби занимает площадь 98,6 км². Он расположен в географическом центре агломерации Большого Ванкувера, между Ванкувером на западе и Порт-Муди, Кокуитламом и Нью-Уэстминстером на востоке. С севера ограничен заливом Беррард, а с юга — рекой Фрейзер. Бернаби, Ванкувер и Нью-Уэстминстер вместе занимают бо́льшую часть полуострова Беррард. Высшая точка — гора Бернаби, 370 м над уровнем моря.

## Климат
| Показатель                   | Янв. | Фев. | Март | Апр. | Май  | Июнь | Июль | Авг. | Сен. | Окт. | Нояб. | Дек.  | Год   |
| ---------------------------- | ---- | ---- | ---- | ---- | ---- | ---- | ---- | ---- | ---- | ---- | ----- | ----- | ----- |
| Абсолютный максимум, °C      | 18,0 | 19,0 | 24,5 | 28,0 | 34,5 | 32,2 | 34,4 | 35,0 | 34,0 | 28,0 | 20,0  | 16,1  | 35,0  |
| Средний максимум, °C         | 6,4  | 8,3  | 10,6 | 13,5 | 17,1 | 19,5 | 22,6 | 22,9 | 20,0 | 14,5 | 8,9   | 6,3   | 14,2  |
| Средняя температура, °C      | 3,6  | 5,1  | 7,0  | 9,4  | 12,8 | 15,3 | 17,8 | 18,2 | 15,7 | 11,0 | 6,2   | 3,7   | 10,5  |
| Средний минимум, °C          | 0,8  | 1,9  | 3,4  | 5,3  | 8,4  | 11,1 | 13,1 | 13,5 | 11,3 | 7,5  | 3,4   | 1,1   | 6,7   |
| Абсолютный минимум, °C       | −15  | −14  | −8,3 | −1,7 | 0,5  | 2,8  | 3,9  | 2,2  | 0,0  | −6   | −14   | −18,3 | −18,3 |
| Норма осадков, мм            | 235  | 200  | 171  | 140  | 100  | 89   | 62   | 62   | 83   | 163  | 298   | 277   | 1884  |
| Источник: Environment Canada |      |      |      |      |      |      |      |      |      |      |       |       |       |

## Парки и горы Бернаби
Главные парковые насаждения Бернаби — это Центральный парк, парк им. Роберта Бернаби , Бернаби-Маунтин-парк и Кенсингтон-парк. Водоёмы города: озёра Бернаби, Оленье (Дир-лейк) и Скуинт-лейк, реки Брюнетт и Стилл-крик.

## Транспорт и улицы
Система скоростного транспорта SkyTrain пересекает Бернаби с востока на запад в двух местах: на юге по линии Экспо (Экспо-лайн) (закончена и сдана в эксплуатацию в 1986) и в середине по линии Миллениум (закончена в 2002). SkyTrain улучшил транспортные связи с Нью-Уэстминстером, Ванкувером и Сурреем, и способствовал ускорению развития города, особенно в районах Локхид (на восточной границе города), Брентвуд (на западе Бернаби) и Метротаун (на юге). Главные улицы, пересекающие город с севера на юг: Баундери-роуд (Граничная дорога), Уиллингдон-авеню, Ройял-Оук-авеню, Кенсингтон-авеню, Сперлинг-авеню, Гальярди-уэй, Карибу-роуд и Норт-роуд (Северная дорога). С востока на запад проходят Ист-Хейстингс-стрит, Барнет-хайвэй, Лоухид-хайуэй, Кингсуэй (прежняя конная тропа из Ванкувера в Нью-Уэстминстер), Канада-уэй и Марин-драйв. Дуглас-роуд, ранее пересекавшая город с северо-запада на юго-восток, в значительной степени поглощена Канада-уэй и Транс-канадским шоссе. С 1990 годов в Бернаби развивается сеть велосипедных дорожек. Город входит в сеть автобусных маршрутов Большого Ванкувера, которая обслуживается компанией «Coast Mountain Bus Company» (отделением компании «Translink»).

## Люди и политика
Бернаби занимает приблизительно 4 % территории Ванкуверского городского округа (агломерации) и является третьим по величине городом в Британской Колумбии (после Ванкувера и Суррея). Как и во всей агломерации Большой Ванкувер, в Бернаби всегда была велика доля иммигрантов: например, Северный Бернаби в районе улицы Хейстингс является местом проживания итальянской диаспоры, там много итальянских ресторанов, а южная часть города, Метротаун, пополнялась мигрантами из Китая (включая Тайвань, Гонконг и Макао), Южной Кореи и бывшей Югославии. Согласно переписи населения 2006 года, для 54 % жителей города ни английский, ни французский язык не является родным.
Политически жители Бернаби обычно поддерживают левоцентристские политические силы на выборах как муниципального совета, так и на региональных и общеканадских парламентских выборах, иногда отдавая предпочтение более консервативным партиям. Дольше всего из политических деятелей в качестве депутата от Бернаби в канадском парламенте проработал Свенд Робинсон из Новой Демократической партии (первый член канадского парламента, открыто заявивший о своей гомосексуальной ориентации), но, после 25 лет пребывания на посту и семи успешных избирательных кампаний, он оставил свой пост в начале 2004 после скандала с кражей дорогого кольца. Избиратели Бернаби поддержали на федеральных выборах его бывшего помощника, Билла Сиксея, и он сменил Робинсона на его посту. На региональных парламентских выборах, прошедших в Британской Колумбии в мае 2005 г., жители города отдали свои голоса за Либеральную партию Британской Колумбии и Новую демократическую партии Канады.

## Религиозная принадлежность населения
35,3 % — не указали религию либо атеисты; 21,3 % — католики; 19,9 % — протестанты; 6,1 % — христиане (без уточнения); 4,9 % — буддисты; 4,8 % — мусульмане; 7,7 % — прочие

## Образование
- Университет Саймона Фрейзера
- Технологический институт Британской Колумбии

## Города-побратимы
Бернаби является городом-побратимом следующих городов:
- Гатино, провинция Квебек, Канада
- Кусиро, префектура Хоккайдо, Япония
- Меса, штат Аризона, США